# Список высших учебных заведений Дагестана
В список высших учебных заведений Дагестана включены образовательные учреждения высшего и высшего профессионального образования, находящиеся на территории Дагестана и имеющие действующую лицензию на образовательную деятельность. Список ВУЗов приведён в соответствии с данными сводного реестра лицензий, в список филиалов включены организации, участвовавшие в мониторинге Министерства образования и науки Российской Федерации 2020 года. По состоянию на 7 мая 2021 года этим критериям в Дагестане соответствуют 17 вузов и 16 филиалов.
Филиалы вузов, головные организации которых находятся в иных субъектах федерации, сгруппированы в отдельном списке. Порядок следования элементов списка — алфавитный.

## Список высших образовательных учреждений
| Название                                                                   | Категория         | Год основания | Месторасположение | Число студентов |
| -------------------------------------------------------------------------- | ----------------- | ------------- | ----------------- | --------------- |
| Дагестанская академия образования и культуры                               | негосударственный | 1993          | Дербент           | 278             |
| Дагестанский государственный аграрный университет имени М. М. Джамбулатова | государственный   | 1932          | Махачкала         | 4075            |
| Дагестанский государственный медицинский университет                       | государственный   | 1932          | Махачкала         | 6364            |
| Дагестанский государственный университет                                   | государственный   | 1931          | Махачкала         | 10941           |
| Дагестанский государственный университет народного хозяйства               | государственный   | 1991          | Махачкала         | 3636            |
| Дагестанский государственный педагогический университет                    | государственный   | 1917          | Махачкала         | 9646            |
| Дагестанский государственный технический университет                       | государственный   | 1970          | Махачкала         | 3498            |
| Дагестанский гуманитарный институт                                         | негосударственный | 2004          | Махачкала         | 823             |
| Дагестанский исламский университет имени шейха Мухаммад-Арифа              | негосударственный | 2000          | Махачкала         |                 |
| Дагестанский медицинский стоматологический институт                        | негосударственный | 2010          | Махачкала         | 194             |
| Дагестанский теологический институт имени Саида Афанди                     | негосударственный | 2003          | Чиркей            |                 |
| Институт мировой экономики                                                 | негосударственный | 2005          | Дербент           | 180             |
| Институт финансов и права                                                  | негосударственный | 1993          | Махачкала         | 672             |
| Исламский институт имени Имама Шамиля                                      | негосударственный | 1995          | Кизилюрт          |                 |
| Исламский университет имени шейха Абдула-Афанди                            | негосударственный | 2005          | Дербент           |                 |
| Социально-педагогический институт                                          | негосударственный | 2000          | Дербент           | 674             |
| Университет имени Имама Шафии                                              | негосударственный | 1992          | Махачкала         |                 |

## Список филиалов высших образовательных учреждений
| Название                                                                                            | Категория         | Год основания | Месторасположение | Месторасположение головной организации | Число студентов |
| --------------------------------------------------------------------------------------------------- | ----------------- | ------------- | ----------------- | -------------------------------------- | --------------- |
| Дагестанский гуманитарный институт (филиал Академии труда и социальных отношений)                   | негосударственный | 2017          | Буйнакск          | Москва                                 | 390             |
| Дагестанский филиал Российского государственного педагогического университета имени А. И. Герцена   | государственный   | 2000          | Махачкала         | Санкт-Петербург                        |                 |
| Дербентский филиал Московского педагогического государственного университета                        | государственный   | 1998          | Дербент           | Москва                                 | 291             |
| Махачкалинский филиал Московского автомобильно-дорожного государственного технического университета | государственный   | 1997          | Махачкала         | Москва                                 | 1784            |
| Северо-Кавказский филиал Российской правовой академии Министерства юстиции Российской Федерации     | государственный   | 1992          | Махачкала         | Москва                                 | 3862            |
| Филиал в Дербенте Дагестанского государственного педагогического университета                       | государственный   | 1996          | Дербент           | Махачкала                              | 139             |
| Филиал в Дербенте Дагестанского государственного технического университета                          | государственный   | 1999          | Дербент           | Махачкала                              | 326             |
| Филиал в Дербенте Дагестанского государственного университета                                       | государственный   | 1994          | Дербент           | Махачкала                              | 455             |
| Филиал в Избербаше Дагестанского государственного университета                                      | государственный   | 1994          | Избербаш          | Махачкала                              | 460             |
| Филиал в Каспийске Дагестанского государственного технического университета                         | государственный   | 2002          | Каспийск          | Махачкала                              | 133             |
| Филиал в Кизляре Санкт-Петербургского государственного экономического университета                  | государственный   | 1999          | Кизляр            | Санкт-Петербург                        | 54              |
| Филиал в Кизляре Дагестанского государственного технического университета                           | государственный   | 1985 1997     | Кизляр            | Махачкала                              | 123             |
| Филиал в Кизляре Дагестанского государственного университета                                        | государственный   | 1994          | Кизляр            | Махачкала                              | 566             |
| Филиал в Махачкале Российского государственного университета туризма и сервиса                      | государственный   | 1998          | Махачкала         | Черкизово                              | 287             |
| Филиал в Махачкале Ростовского государственного экономического университета (РИНХ)                  | государственный   | 2002          | Махачкала         | Ростов-на-Дону                         | 564             |
| Филиал в Хасавюрте Дагестанского государственного университета                                      | государственный   | 1994          | Хасавюрт          | Махачкала                              | 1125            |